# Vadediji
 Vadediji  (olaszul: Vadedio) falu Horvátországban, Isztria megyében. Közigazgatásilag Žminjhez tartozik.

## Fekvése
Az Isztria középső részén, Labintól 24 km-re északnyugatra, községközpontjától 3 km-re délnyugatra az A8-as autópálya közelében fekszik.

## Története
1880-ban 101, 1910-ben 100 lakosa volt. Az első világháború után a rapallói szerződés értelmében Isztria az Olasz Királysághoz került. Az 1943-as olasz kapituláció után szabadult meg az olasz uralomtól. A második világháború után Jugoszlávia, majd Jugoszlávia felbomlása után 1991-ben a független Horvátország része lett. Žminj község 1993-ban alakult meg. 2011-ben a falunak 64 lakosa volt. Lakói mezőgazdasággal és kisállat tenyésztéssel foglalkoznak.

## Lakosság
| Lakosság változása | Lakosság változása | Lakosság változása | Lakosság változása | Lakosság változása | Lakosság változása | Lakosság változása | Lakosság változása | Lakosság változása | Lakosság változása | Lakosság változása | Lakosság változása | Lakosság változása | Lakosság változása | Lakosság változása | Lakosság változása |
| ------------------ | ------------------ | ------------------ | ------------------ | ------------------ | ------------------ | ------------------ | ------------------ | ------------------ | ------------------ | ------------------ | ------------------ | ------------------ | ------------------ | ------------------ | ------------------ |
| 1857               | 1869               | 1880               | 1890               | 1900               | 1910               | 1921               | 1931               | 1948               | 1953               | 1961               | 1971               | 1981               | 1991               | 2001               | 2011               |
| 0                  | 0                  | 101                | 86                 | 97                 | 100                | 0                  | 0                  | 114                | 106                | 74                 | 71                 | 55                 | 49                 | 68                 | 64                 |